# Férfi 4 × 7,5 km-es biatlonváltó a 2014. évi téli olimpiai játékokon
A 2014. évi téli olimpiai játékokon a biatlon férfi 4 × 7,5 km-es váltó versenyszámát február 22-én rendezték. A verseny helyi idő szerint 18:30-kor, magyar idő szerint 15:30-kor kezdődött. Az aranyérmet az orosz váltó nyerte. Magyar csapat nem vett részt a versenyen.

## Végeredmény
Az időeredmények másodpercben értendők.
| Helyezés | R                 | Csapat                                                                                          | Idő                                           | Lövőhiba (F+Á+F+Á)                   | Hátrány |
| -------- | ----------------- | ----------------------------------------------------------------------------------------------- | --------------------------------------------- | ------------------------------------ | ------- |
| Arany    | 4 4–1 4–2 4–3 4–4 | Oroszország (RUS) · Alekszej Volkov · Jevgenyij Usztyugov · Dmitrij Malisko · Anton Sipulin     | 1:12:15,9 17:19,5 18:15,9 18:04,8 18:35,7     | 0+8 0+1 0+1 0+1 0+2 0+0 0+1 0+2 0+0  | —       |
| Ezüst    | 1                 | Németország (GER) · Erik Lesser · Daniel Böhm · Arnd Peiffer · Simon Schempp                    | 1:12:19,4 17:13,7 18:17,4 17:54,5 18:53,8     | 0+2 0+0 0+0 0+0 0+1 0+0 0+0 0+1 0+0  | +3,5    |
| Bronz    | 3                 | Ausztria (AUT) · Christoph Sumann · Daniel Mesotitsch · Simon Eder · Dominik Landertinger       | 1:12:45,7 17:26,7 18:11,4 18:04,1 19:03,5     | 0+7 0+1 0+0 0+2 0+0 0+0 0+2 0+1 0+1  | +29,8   |
| 4.       | 5                 | Norvégia (NOR) · Tarjei Bø · Johannes Thingnes Bø · Ole Einar Bjørndalen · Emil Hegle Svendsen  | 1:13:10,3 17:03,4 18:07,6 18:12,6 19:46,7     | 1+5 0+0 0+0 0+1 0+0 0+0 0+0 0+1 1+3  | +54,4   |
| 5.       | 16                | Olaszország (ITA) · Christian De Lorenzi · Dominik Windisch · Markus Windisch · Lukas Hofer     | 1:13:15,5 17:36,0 18:01,4 18:54,2 18:43,9     | 0+11 0+0 0+2 0+2 0+1 0+2 0+2 0+0 0+2 | +59,6   |
| 6.       | 9                 | Szlovénia (SLO) · Peter Dokl · Jakov Fak · Klemen Bauer · Janez Marič                           | 1:13:43,1 18:04,4 17:33,3 18:03,9 20:01,5     | 0+5 0+0 0+0 0+1 0+1 0+0 0+3          | +1:27,2 |
| 7.       | 12                | Kanada (CAN) · Jean-Philippe Leguellec · Scott Perras · Brendan Green · Nathan Smith            | 1:13:46,2 17:47,2 18:04,3 18:24,4 19:30,3     | 1+10 0+0 1+3 0+1 0+0 0+1 0+1 0+2 0+2 | +1:30,3 |
| 8.       | 6                 | Franciaország (FRA) · Alexis Bœuf · Jean-Guillaume Béatrix · Simon Desthieux · Martin Fourcade  | 1:13:46,4 17:35,4 18:13,0 18:42,9 19:15,1     | 0+7 0+0 0+0 0+1 0+2 0+0 0+2 0+2 0+0  | +1:30,5 |
| 9.       | 10                | Ukrajna (UKR) · Dmitro Pidrucsnij · Andrij Derizemlja · Artem Prima · Szerhij Szemenov          | 1:14:21,1 17:35,4 18:17,4 18:59,9 19:28,4     | 0+7 0+2 0+0 0+2 0+1 0+1 0+0          | +2:05,2 |
| 10.      | 2                 | Svédország (SWE) · Tobias Arwidson · Björn Ferry · Fredrik Lindström · Carl Johan Bergman       | 1:14:32,0 18:02,6 18:18,2 18:52,9 19:18,3     | 0+5 0+0 0+0 0+3 0+0 0+1 0+1          | +2:16,1 |
| 11.      | 7                 | Csehország (CZE) · Michal Krčmář · Jaroslav Soukup · Tomáš Krupčík · Ondřej Moravec             | 1:15:11,9 17:37,1 18:14,8 19:54,3 19:25,7     | 0+5 0+0 0+0 0+1 0+1 0+2 0+1 0+0 0+0  | +2:56,0 |
| 12.      | 11                | Szlovákia (SVK) · Pavol Hurajt · Tomas Hasilla · Miroslav Matiaško · Matej Kazár                | 1:15:23,8 17:33,4 18:37,8 19:21,0 19:51,6     | 1+9 0+0 0+0 0+0 0+2 0+1 0+1 0+2 1+3  | +3:07,9 |
| 13.      | 17                | Fehéroroszország (BLR) · Szjarhej Novikav · Vladimir Chepelin · Yuryi Liadov · Evgeny Abramenko | 1:16:02,3 18:21,3 18:52,2 19:01,8 19:47,0     | 0+5 0+0 0+1 0+1 0+0 0+0 0+1 0+0 0+2  | +3:46,4 |
| 14.      | 8                 | Svájc (SUI) · Claudio Böckli · Ivan Joller · Serafin Wiestner · Benjamin Weger                  | 1:16:15,8 18:28,3 19:11,6 18:50,0 19:45,9     | 0+10 0+0 0+3 0+3 0+0 0+1 0+1         | +3:59,9 |
| 15.      | 13                | Bulgária (BUL) · Mihail Klecserov · Ivan Zlatev · Vladimir Iliev · Kraszimir Anev               | 1:17:38,4 18:25,9 20:40,4 19:14,9 19:17,2     | 2+8 0+0 0+1 0+1 2+3 0+2 0+1 0+0 0+0  | +5:22,5 |
| 16.      | 18                | Egyesült Államok (USA) · Lowell Bailey · Russell Currier · Sean Doherty · Leif Nordgren         | 1:17:39,1 17:20,7 20:11,3 19:37,3 20:29,8     | 3+12 0+0 0+0 3+3 0+2 0+3 0+0 0+2 0+2 | +5:23,2 |
| 17.      | 14                | Észtország (EST) · Daniil Steptšenko · Kalev Ermits · Kauri Kõiv · Roland Lessing               | lekörözték 18:05,5 20:08,4 19:31,2 lekörözték | 3+12 0+1 0+0 1+3 1+3 0+0 1+3 0+2     |         |
| 18.      | 15                | Kazahsztán (KAZ) · Anton Pantov · Sergey Naumik · Alexandr Trifonov · Dias Keneshev             | lekörözték 18:13,3 19:18,0 20:02,4 lekörözték | 0+10 0+0 0+3 0+3 0+1 0+0 0+0 0+1 0+2 |         |
| 19.      | 19                | Lengyelország (POL) · Krzysztof Pływaczyk · Łukasz Szczurek · Łukasz Słonina · Rafał Lepel      | lekörözték 17:53,7 21:29,1 20:57,5 lekörözték | 2+12 0+0 0+0 1+3 1+3 0+2 0+0 0+2 0+2 |         |